# 马湖乡
马湖乡，是中华人民共和国安徽省合肥市肥东县下辖的一个乡镇级行政单位。

## 行政区划
马湖乡下辖以下地区：
马湖村、沙河村、大王村、王沟村、创业村、塘东村、三官村、小陶村、兴桥村和金赵村。